# Unabhängigkeitsreferendum in Kurdistan 2005
Ein Unabhängigkeitsreferendum in Irakisch-Kurdistan wurde im Januar 2005 im Norden des vorderasiatischen Landes Irak durchgeführt.
Nach vergeblichen Staatsgründungsbestrebungen in der ersten Hälfte des 20. Jahrhunderts versuchte das als „größte Nation ohne Land“ bezeichnete Volk der Kurden damit erneut die Gründung eines eigenen unabhängigen Staats. Obwohl eine überwältigende Mehrheit von 99,88 Prozent ein unabhängiges Kurdistan bevorzugte, war die Abstimmung nicht bindend. Erst mit der Volksabstimmung am 25. September 2017 fand ein bindendes Referendum statt, dessen Resultat allerdings ebenfalls nicht in die Praxis umgesetzt worden ist.
Die Volksabstimmung wurde von der Kurdischen Volksabstimmungsbewegung (Kurdish Referendum Movement) vorbereitet und fand zeitgleich zur Wahl der irakischen Nationalversammlung und der Wahl zum Parlament Kurdistans statt. Bereits am 22. Dezember 2004 hatte sich eine parteilose Delegation unter der Obhut von Ardischir Raschidi-Kalhur, dem Präsidenten der Kurdisch-Amerikanischen Bildungsgesellschaft (Kurdish American Education Society) mit Carina Pirelli, der Vorsitzenden der Wahlbegleitungs-Abteilung der Vereinten Nationen (UN), im VN-Hauptquartier in New York, um die 1.732.535 Unterschriften zu überreichen, die den Aufruf zur Volksabstimmung über Unabhängigkeit sowie die Zukunft Südkurdistans unterstützten.

## Ergebnis

Ergebnis der Abstimmung in den jeweiligen Gebieten

| Gebiet   | Unabhängigkeit | Unabhängigkeit | Verbleib im Irak | Verbleib im Irak | Verbleib im Irak | Gesamt    | Gesamt    | Gesamt    | Gesamt    | Anteil Unabhängigkeit | Anteil Unabhängigkeit | Anteil Verbleib | Anteil Verbleib | Anteil Verbleib |
| Kerkuk   | 131.274        | 131.274        | 181              | 181              | 181              | 131.582   | 131.582   | 131.582   | 131.582   | 99,88 %               | 99,88 %               | 0,12 %          | 0,12 %          | 0,12 %          |
| Nineve   | 165.780        | 165.780        | 111              | 111              | 111              | 165.891   | 165.891   | 165.891   | 165.891   | 99,93 %               | 99,93 %               | 0,07 %          | 0,07 %          | 0,07 %          |
| Diyala   | 35.786         | 35.786         | 627              | 627              | 627              | 36.413    | 36.413    | 36.413    | 36.413    | 98,28 %               | 98,28 %               | 1,72 %          | 1,72 %          | 1,72 %          |
| Silemani | 650.000        | 650.000        | 5.796            | 5.796            | 5.796            | 656.496   | 656.496   | 656.496   | 656.496   | 99,12 %               | 99,12 %               | 0,88 %          | 0,88 %          | 0,88 %          |
| Hewler   | 622.409        | 622.409        | 11.289           | 11.289           | 11.289           | 636.898   | 636.898   | 636.898   | 636.898   | 98,23 %               | 98,23 %               | 1,77 %          | 1,77 %          | 1,77 %          |
| Dohuk    | 368.163        | 368.163        | 2.247            | 2.247            | 2.247            | 370,781   | 370,781   | 370,781   | 370,781   | 99,39 %               | 99,39 %               | 0,61 %          | 0,61 %          | 0,61 %          |
| Gesamt   | 1.973.412      | 1.973.412      | 20.251           | 20.251           | 20.251           | 1.998.061 | 1.998.061 | 1.998.061 | 1.998.061 | 98,88 %               | 98,88 %               | 1,12 %          | 1,12 %          | 1,12 %          |